# Reggie Morris
Reggie Morris (25 de junho de 1886 – 16 de fevereiro de 1928) foi um ator, diretor e roteirista norte-americano da era do cinema mudo. Ele apareceu em 46 filmes entre 1913 e 1918. Também dirigiu 40 filmes entre 1917 e 1927.
Morris nasceu em Nova Jérsei e faleceu em Los Angeles, Califórnia, vítima de ataque cardíaco.

## Filmografia selecionada
- All for Science (1913)
- The Detective's Stratagem (1913)
- The Stopped Clock (1913)
- The Van Nostrand Tiara (1913)
- So Runs the Way (1913)
- The Law and His Son (1913)
- The Stolen Treaty (1913)
- A Social Cub (1916)
- Haystacks and Steeples (1916)
- The Danger Girl (1916)[1]
- Hands Up! (1926) (somente história)
- A Girl in Every Port (1928) (roteiro)[1]